# Glansvogels
Glansvogels (Galbulidae) zijn een familie van vogels uit de orde Piciformes (spechtvogels). De familie telt vijf geslachten en 18 soorten.

## Kenmerken
Deze kleurrijke vogels hebben een lange staart, een lange, smalle en puntige snavel en korte, afgeronde vleugels.

## Geslachten
- Geslacht Brachygalba (4 soorten glansvogels)
- Geslacht Galbalcyrhynchus (2 soorten glansvogels)
- Geslacht Galbula (10 soorten glansvogels)
- Geslacht Jacamaralcyon (1 soort: Drieteenglansvogel)
- Geslacht Jacamerops (1 soort: Grote glansvogel)

Glansvogels · Baardkoekoeken · Capitonidae · Lybiidae · Megalaimidae · Honingspeurders · Semnornithidae · Toekans · Spechten